# Волица (Ровненская область)
Волица (укр. Волиця) — село в Костопольской городской общине Ровненского района Ровненской области Украины.
Население по переписи 2001 года составляло 211 человек. Почтовый индекс — 35021. Телефонный код — 3657. Код КОАТУУ — 5623487802.

## История
В 1946 г. Указом Президиума ВС УССР село Вольна переименовано в Волицу.
До 2020 года входило в Костопольский район.